# Musée archéologique régional d'Agrigente
Le Musée archéologique régional Pietro Griffo d'Agrigente rassemble des collections de matériaux archéologiques d'État, civiques et diocésains. Il constitue un ensemble d'une importance particulière pour comprendre l'histoire de la ville d'Agrigente et de ses environs. L'architecture et l'aménagement du musée sont dus à l'architecte Franco Minissi.
Le musée archéologique, situé dans l'enceinte de la Vallée des Temples, expose 5688 pièces réparties dans 18 salles organisées selon des critères chronologique et topographique, allant de la Préhistoire à la fin de l'époque gréco-romaine. 
La collection de céramiques est particulièrement importante et contient des chefs-d'œuvre, comme une scène sacrificielle et le portrait d'un acteur jouant Persée. Le musée expose aussi des sculptures, un télamon, des maquettes de temples ainsi qu'une importante collection de pièces de monnaie et des inscriptions épigraphiques. 

## Collections
Salle I
Documentation cartographique et répertoire de sources anciennes.
Salle II
Matériel préhistorique et protohistorique : de l'âge du bronze (cultures de Serraferlicchio, Monserrato et Cannatello, avec le remarquable vase à étriers mycénien de Cannatello) et de l'âge du fer (Sant'Angelo Muxaro) ; en outre, des matériaux plus archaïques (Palma di Montechiaro et Licata ), placés là dans le but de suivre le processus de pénétration de la culture grecque dans les cultures indigènes, entre l'époque de la fondation de Gela et celle d'Agrigente. Enfin, des matériaux de la nécropole de Montelusa, avec les plus anciennes tombes connues à Akragas.
Salle III
Elle abrite les collections de céramique déjà présentes au Musée civique et la collection Giudice (matériaux pas tous originaires d'Agrigente), avec des vases des nécropoles pillées au XIXe siècle, ainsi que des matériaux récemment récupérés. Le chef-d'œuvre de la section est sans doute le cratère à fond blanc avec Persée sur le point de libérer Andromède (-450), en plus du torse de guerrier de style sévère.

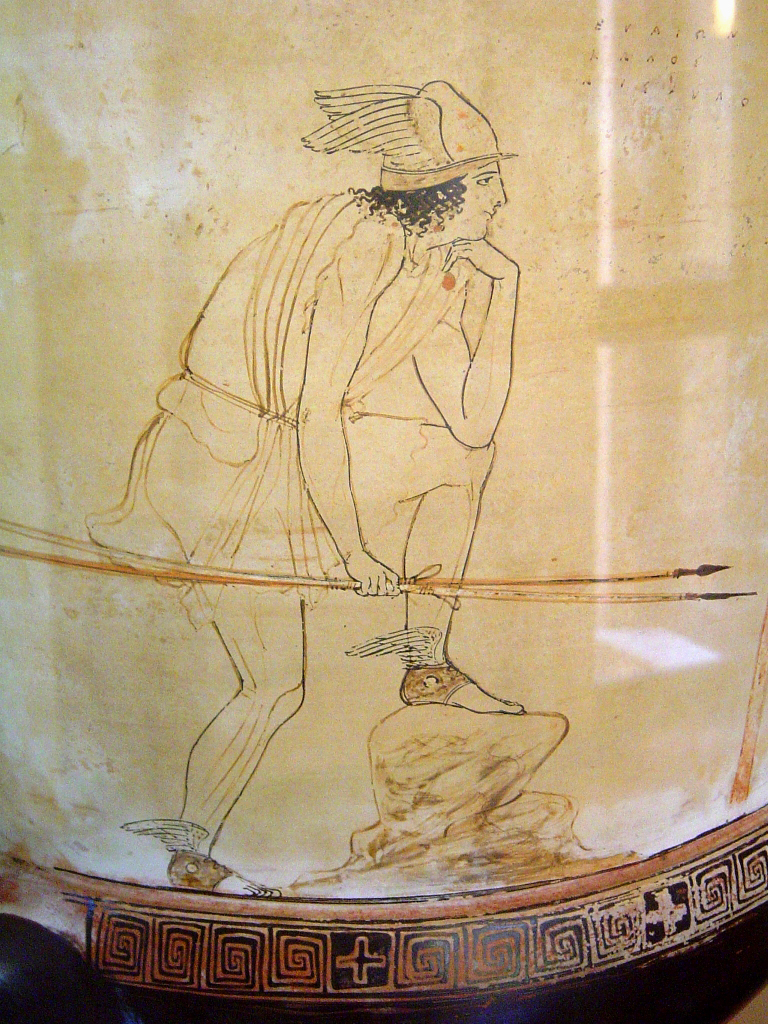
Portrait d'un acteur grec représentant Persée. Vers -430.
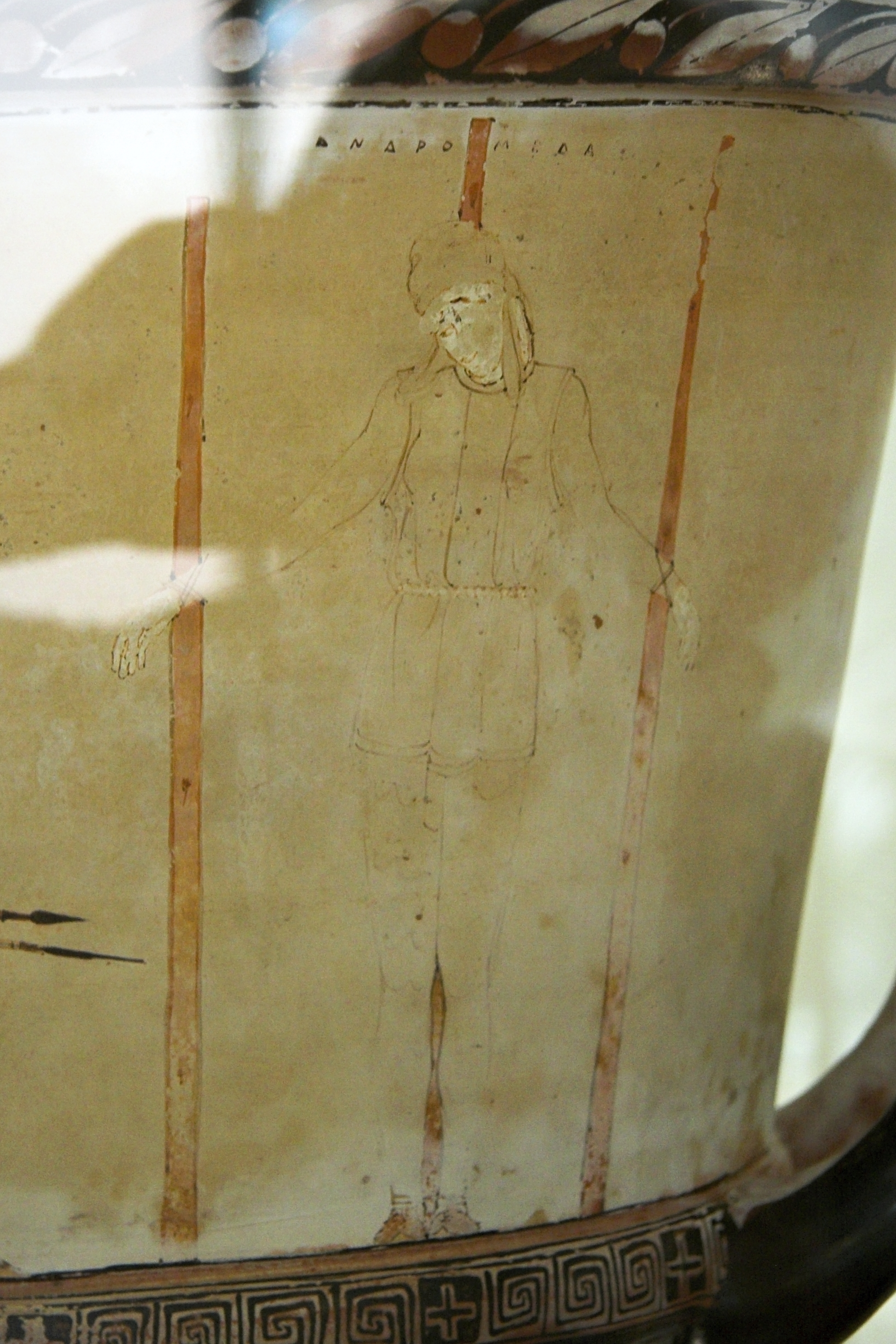
Andromède sur le même cratère à fond blanc.
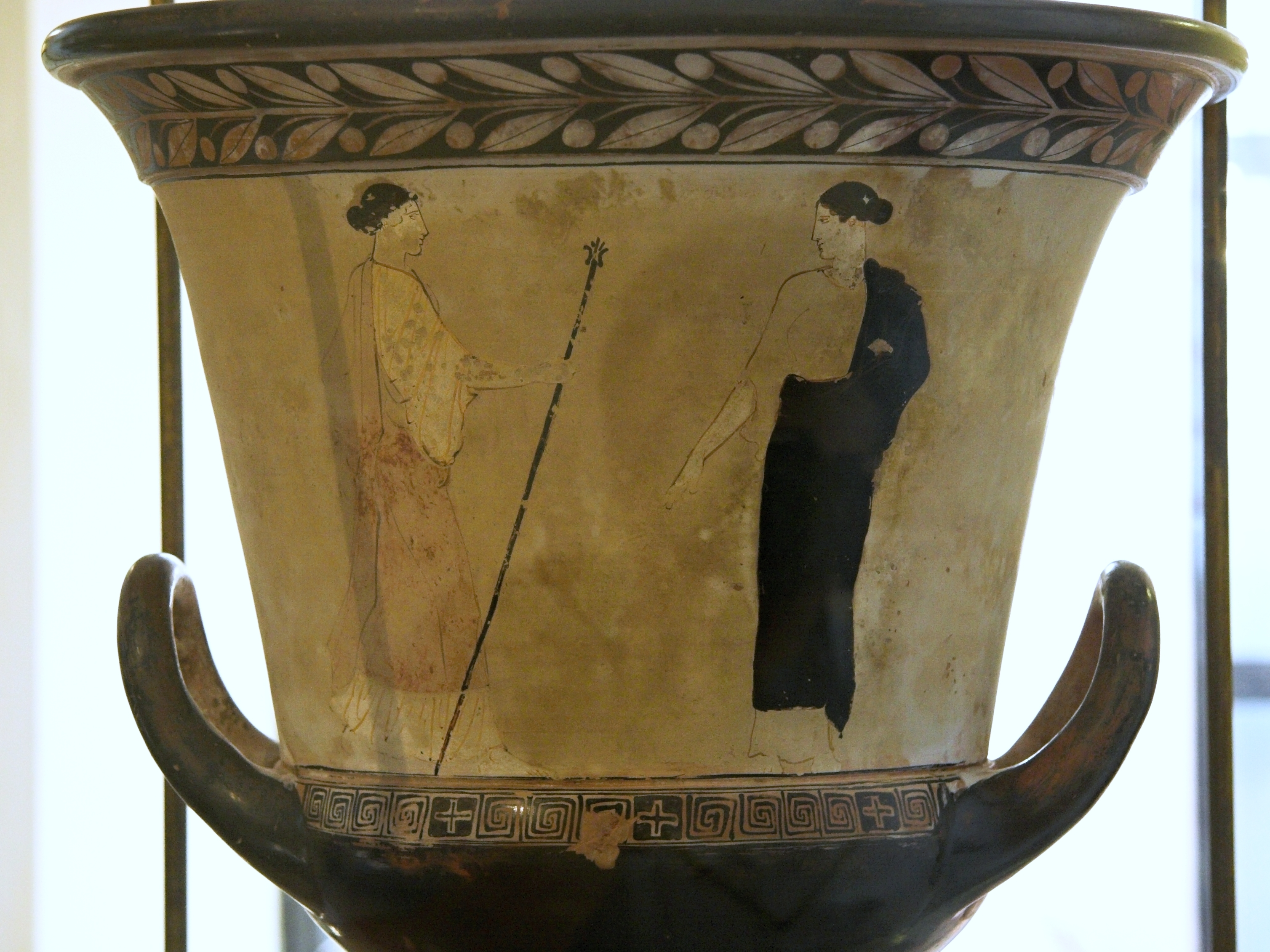
Sur l'autre face, deux figures féminines, l'une avec un sceptre : Déméter et Korè ?
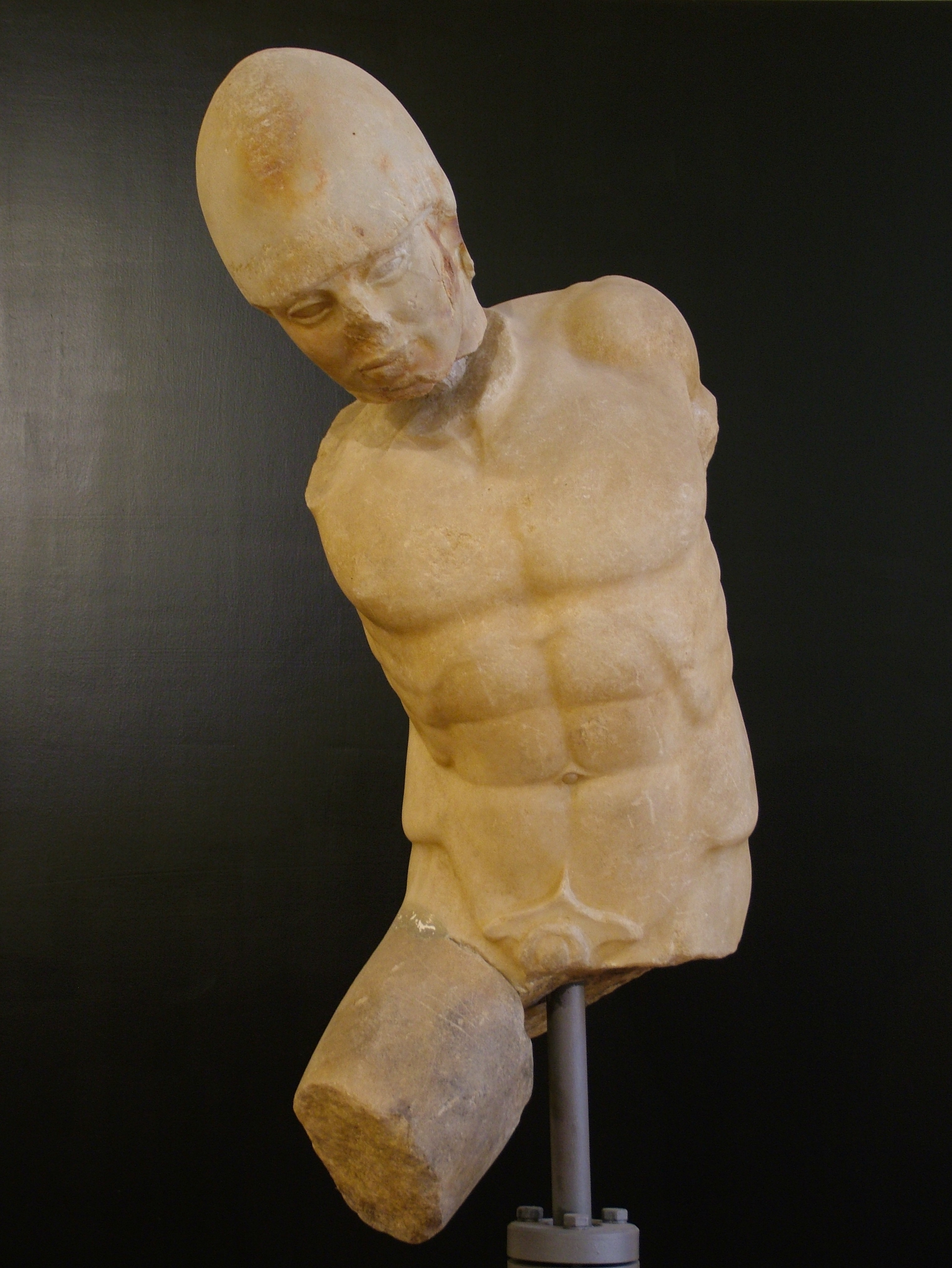
Torse de guerrier, de style sévère.

Salle IV
Elle abrite le matériel architectural des différents sanctuaires : en plus du passage du mode archaïque des revêtements en argile à celui de la pierre de l'époque classique, le visiteur pourra facilement apprécier, en comparant les avant-toits à têtes de lion, les différences stylistiques et chronologiques entre les entablements récupérés sur chacun des temples.
Salle V

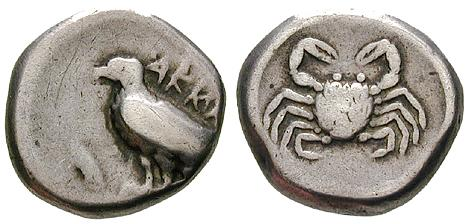
Didrachme d'Akragas, vers -490/-483.

Elle accueille les matériaux votifs des sanctuaires d'Agrigente. Un objet votif typique des sanctuaires des divinités chthoniques agrigentines est le buste en argile avec le polos (une coiffure particulière) représentant Korè. En plus des statuettes et des bustes, on trouve des braseros dont le bord est décoré d'une estampille, avec des scènes figuratives et des motifs décoratifs, tandis que les kernoi, vases composés d'un anneau avec de petits pots placés au-dessus, sont typiques des cultes de Déméter propres à Agrigente.
Salle VI
Elle abrite les matériaux préservés de l'Olympeion, avec le colossal Télamon de l'Olympiéion reconstitué sur le mur du fond, et trois autres têtes de Télamons. Un modèle présente une hypothétique reconstruction du temple, et six autres modèles avec les hypothèses de position des Télamons par rapport aux colonnes du temple.

Télamons de l'Olympiéion
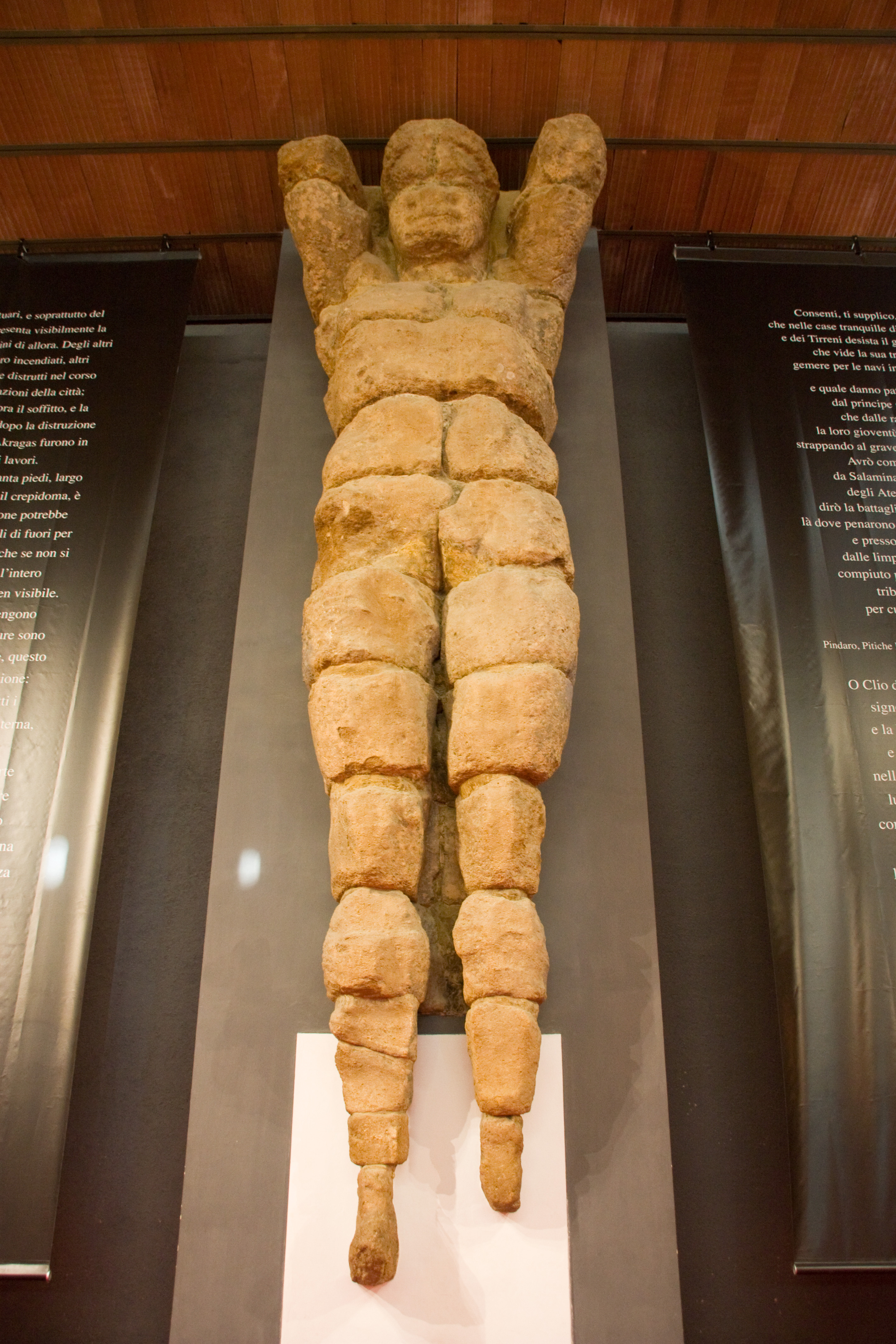
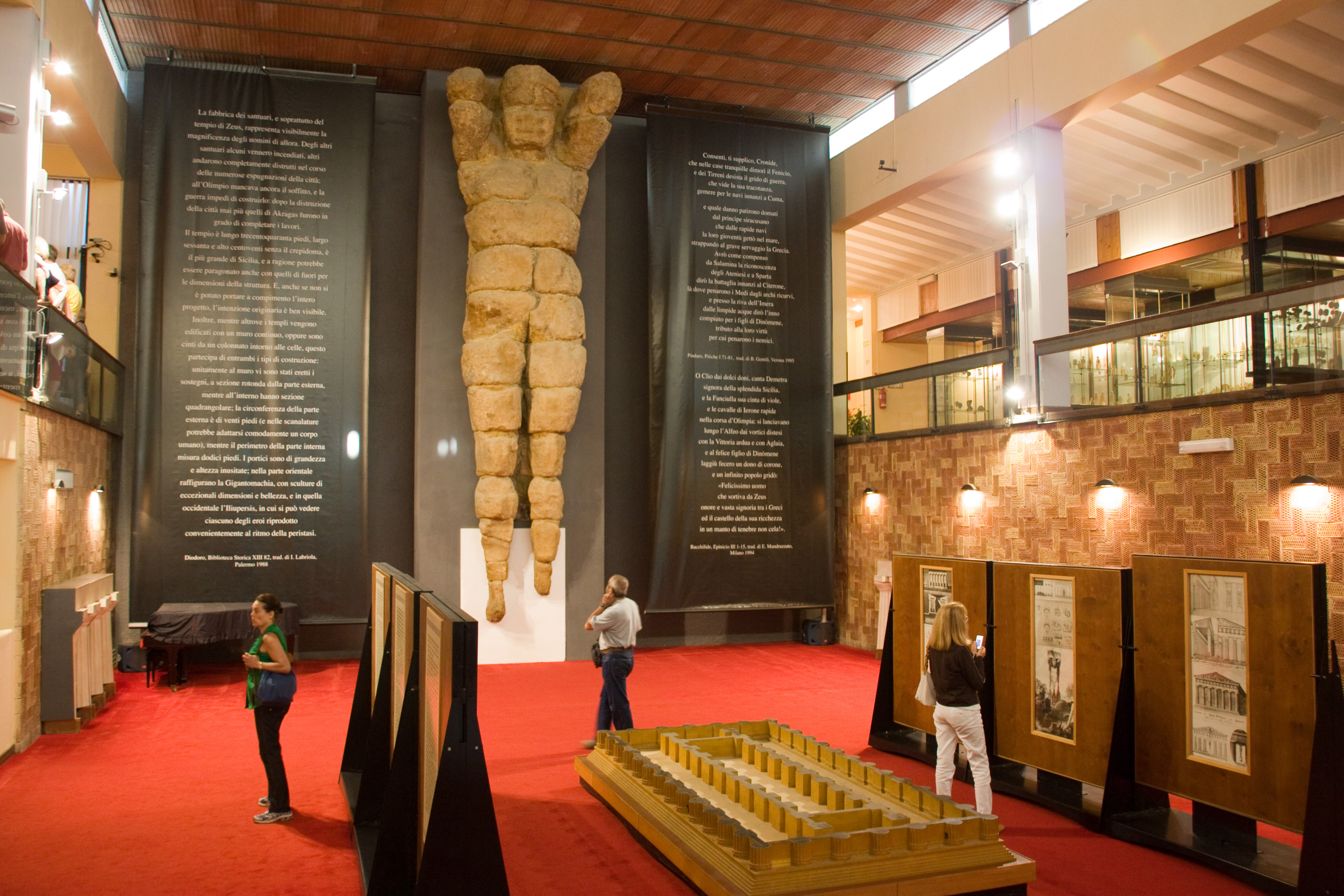
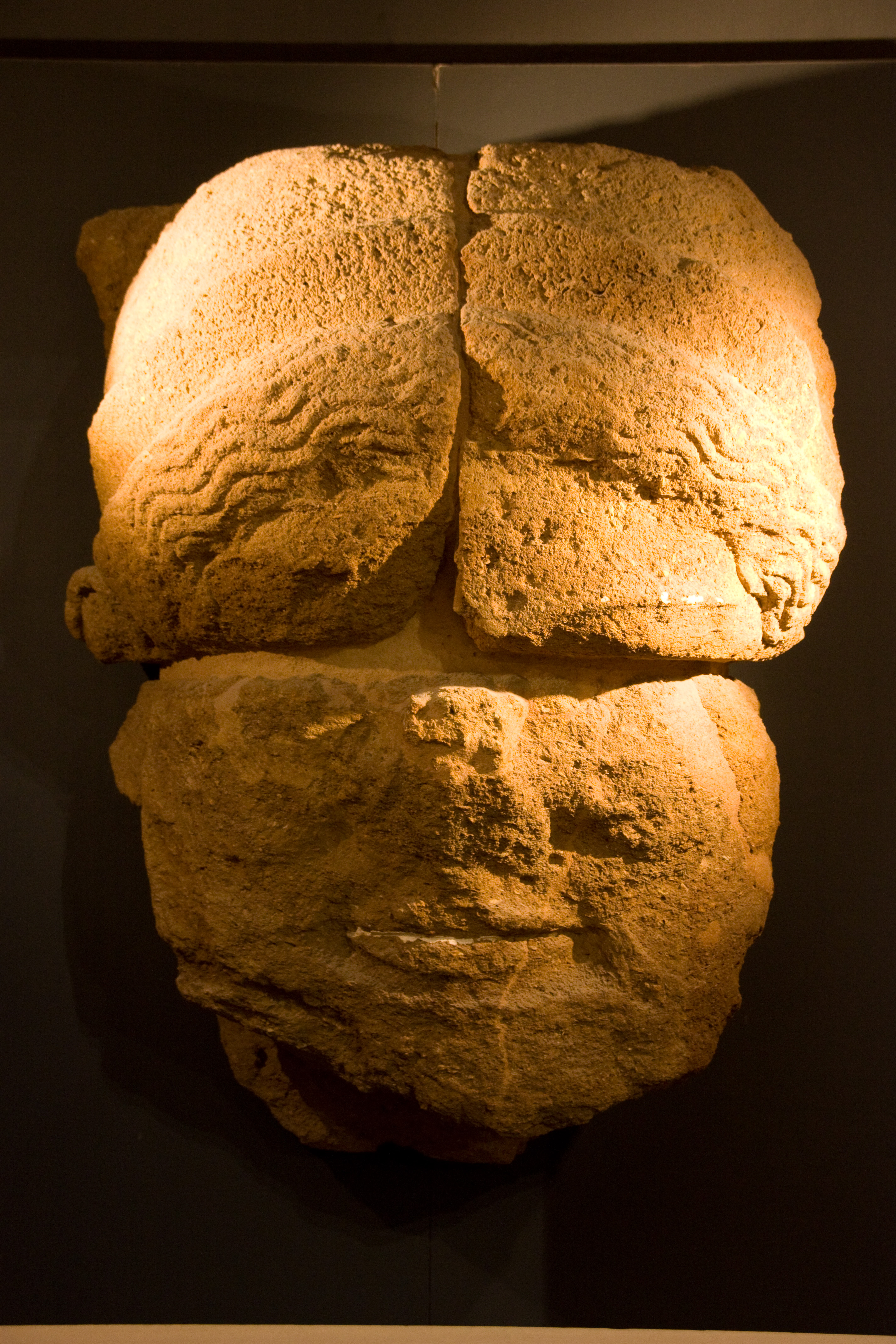

Salle VII (sous-sol)
Matériaux du quartier dit hellénistique-romain. En plus des coupes stratigraphiques et des matériaux d'usage et de décoration (fragments de fresques du IIe style) récupérés de l'excavation des maisons, sont conservés des motifs détachés des sols en mosaïque.
Salle VIII et IX (sous-sol)
La salle présente des exemples des pièces trouvées lors des fouilles systématiques de la Surintendance, mais aussi des collections du Musée civique et des dons ; tous se réfèrent à la période du -VIe au -IIIe siècle.
Salle X
La salle conserve trois sculptures grecques : le kouros ou éphèbe d'Agrigente, l'Aphrodite au bain et un torse masculin. L'éphèbe d'Agrigente est l'exemple de la plasticité raffinée et de l'équilibre de la sculpture grecque archaïque en marbre, dans les premières décennies du Ve siècle av. J.-C.

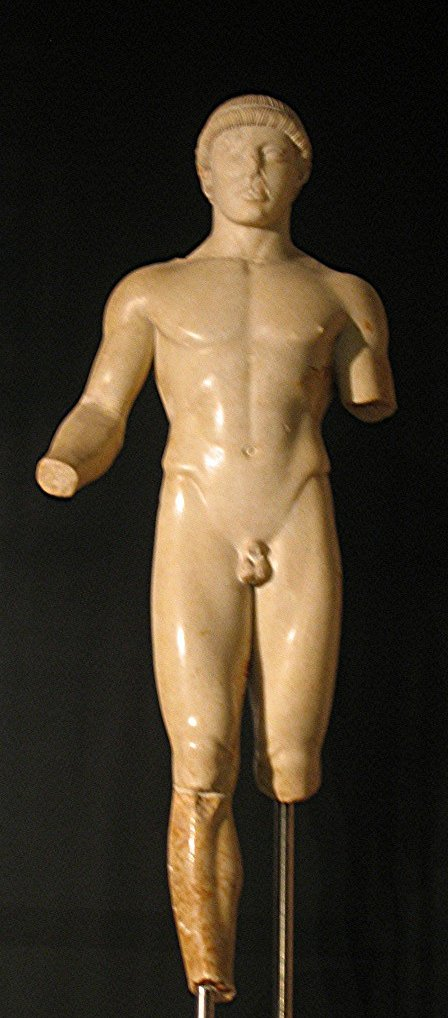
Éphèbe d'Agrigente, début du -Ve siècle.
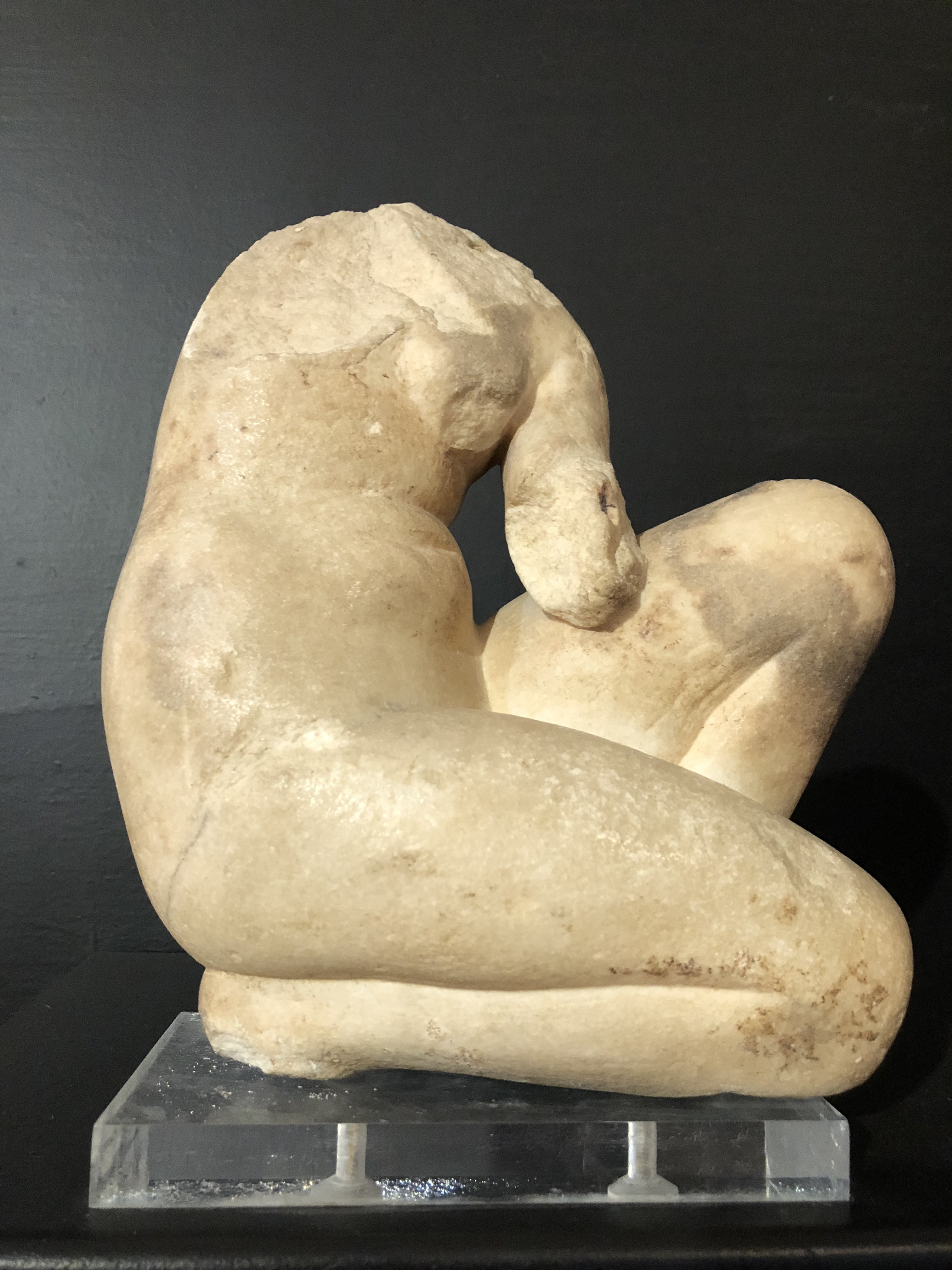
Petite statue d'Aphrodite au bain, -IIe ou -Ier siècle.
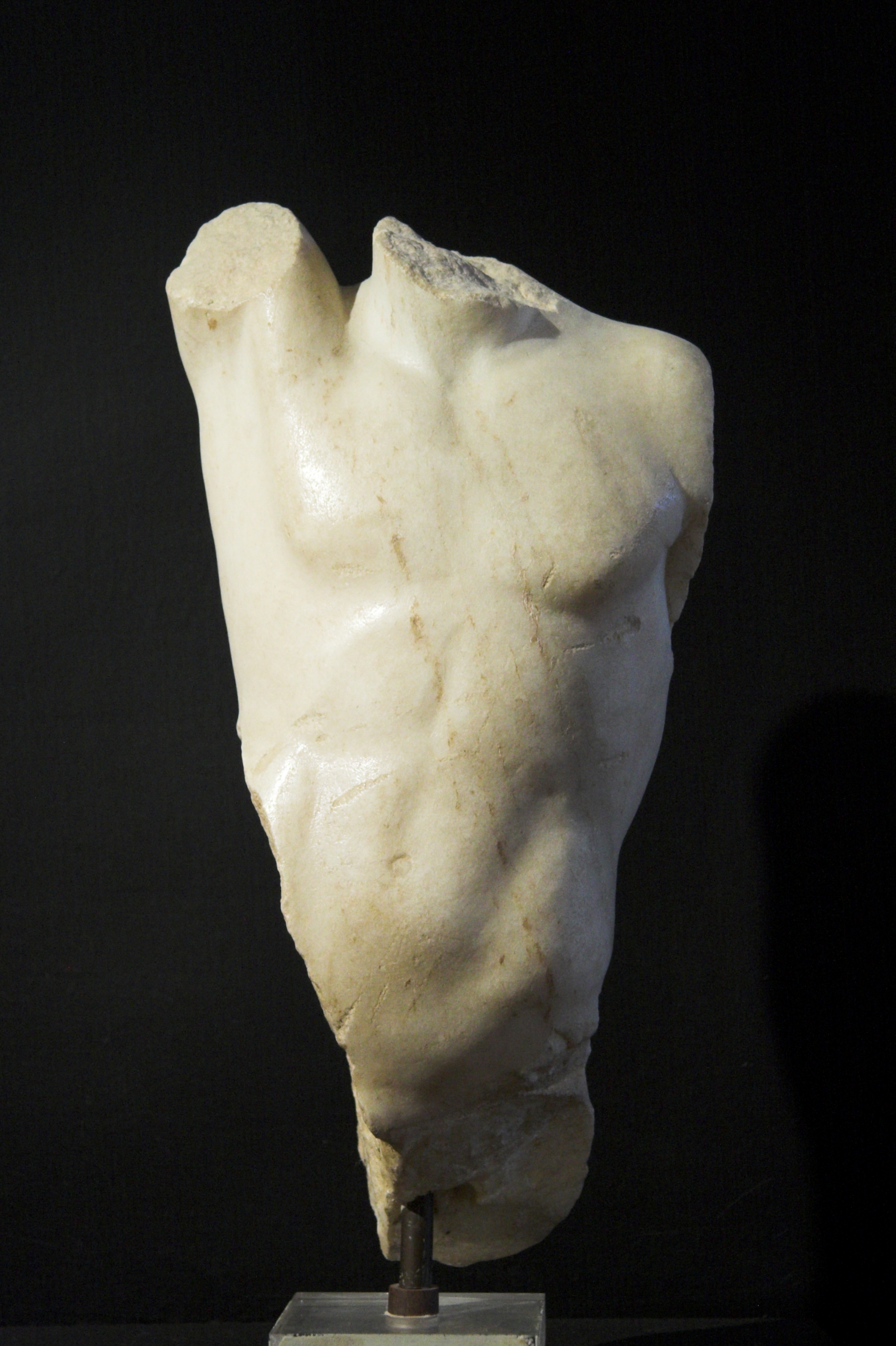
Torse masculin, -II/-IIIe siècle.

Salle panoramique
Cette salle est dédiée aux inscriptions, dont celle d'époque romaine impériale avec la dédicace concordia Agrigentinorum placée à tort en relation avec le temple dit de la Concorde, situé à proximité.
Salle XI

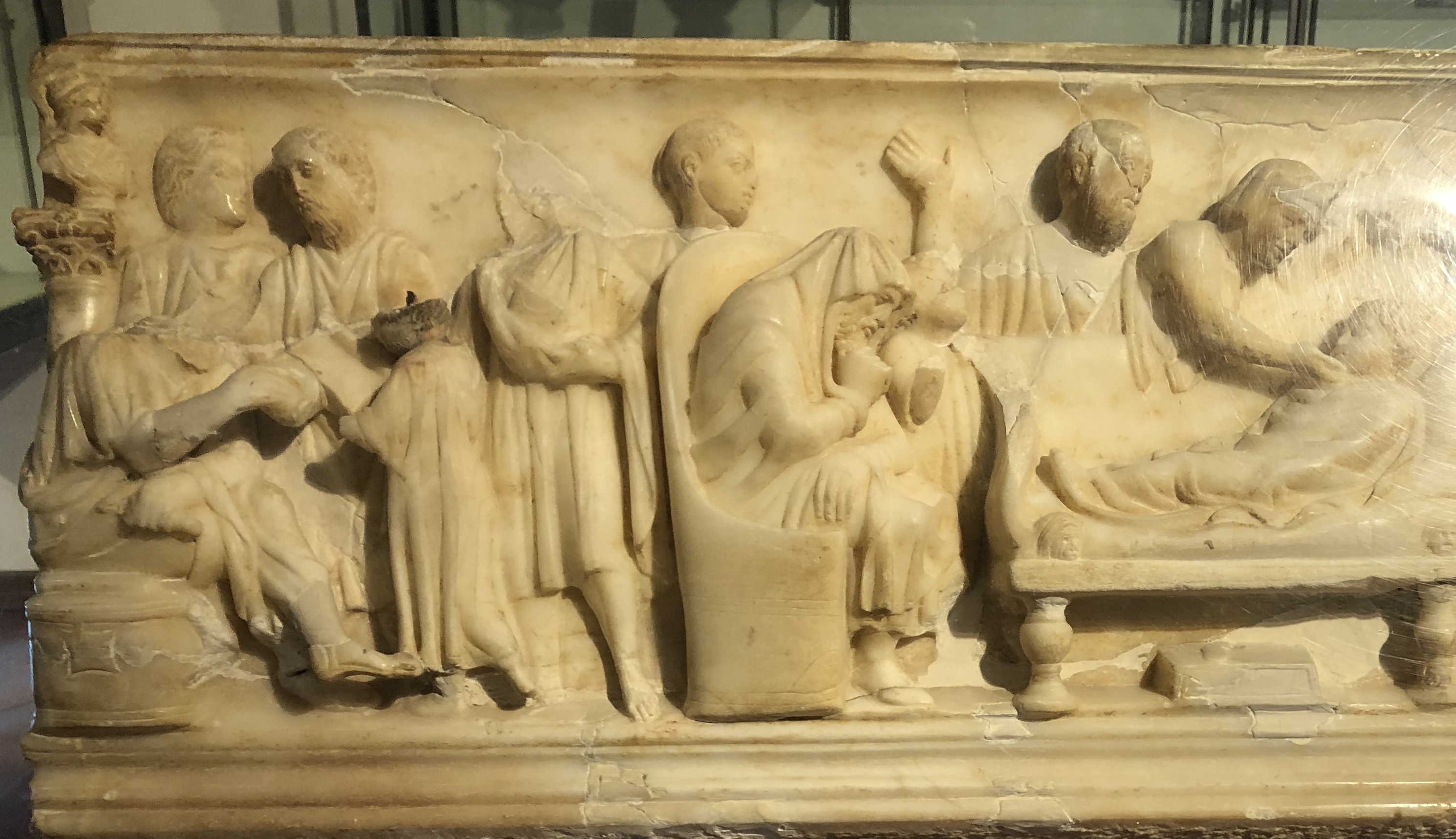
Sarcophage d'un enfant. Marbre blanc, IIe siècle

Elle est dédiée aux nécropoles agrigentines récemment explorées, de la période archaïque à la fin de l'Antiquité. On y trouve des sarcophages à cuve (-VIe siècle) et un autel (-Ve siècle) de la période grecque, ainsi que des sarcophages romains des IIe et IIIe siècles, parmi lesquels un sarcophage en marbre du IIe siècle illustrant sur trois de ses côtés divers moments de la vie d'un enfant mort prématurément.
Salle XII
Avec cette salle commence le deuxième parcours d'exposition du musée : les deux premières salles exposent les trouvailles attribuables à l'époque préhistorique, dans un parcours topographique idéal qui mène de l'est de la province à ses limites occidentales.
Salle XIII
Cette salle présente les matériaux trouvés dans l'ouest de la province d'Agrigente. Dans une succession topographique et chronologique, les sites de Vanco del Lupo di Montallegro, Raffadali avec la Vénus de Cozzo Busonè, Favara avec la grotte Ticchiara, la céramique de style Castelluccio du début de l'âge du bronze, Sant'Angelo Muxaro et aussi Ribera et Sciacca.
Salle XIV
L'histoire du territoire de la province d'Agrigente se poursuit dans la salle XIV, où sont exposées les découvertes de Montagnoli, Eraclea Minoa, Monte Adranone et Rocca Nadore, des sites qui témoignent de ce long processus d'hellénisation qui des côtes pénètre vers l'intérieur de l'île.
Salle XV
Le cratère attique à figures rouges avec Amazonomachie de Géla (-450) y est conservé.

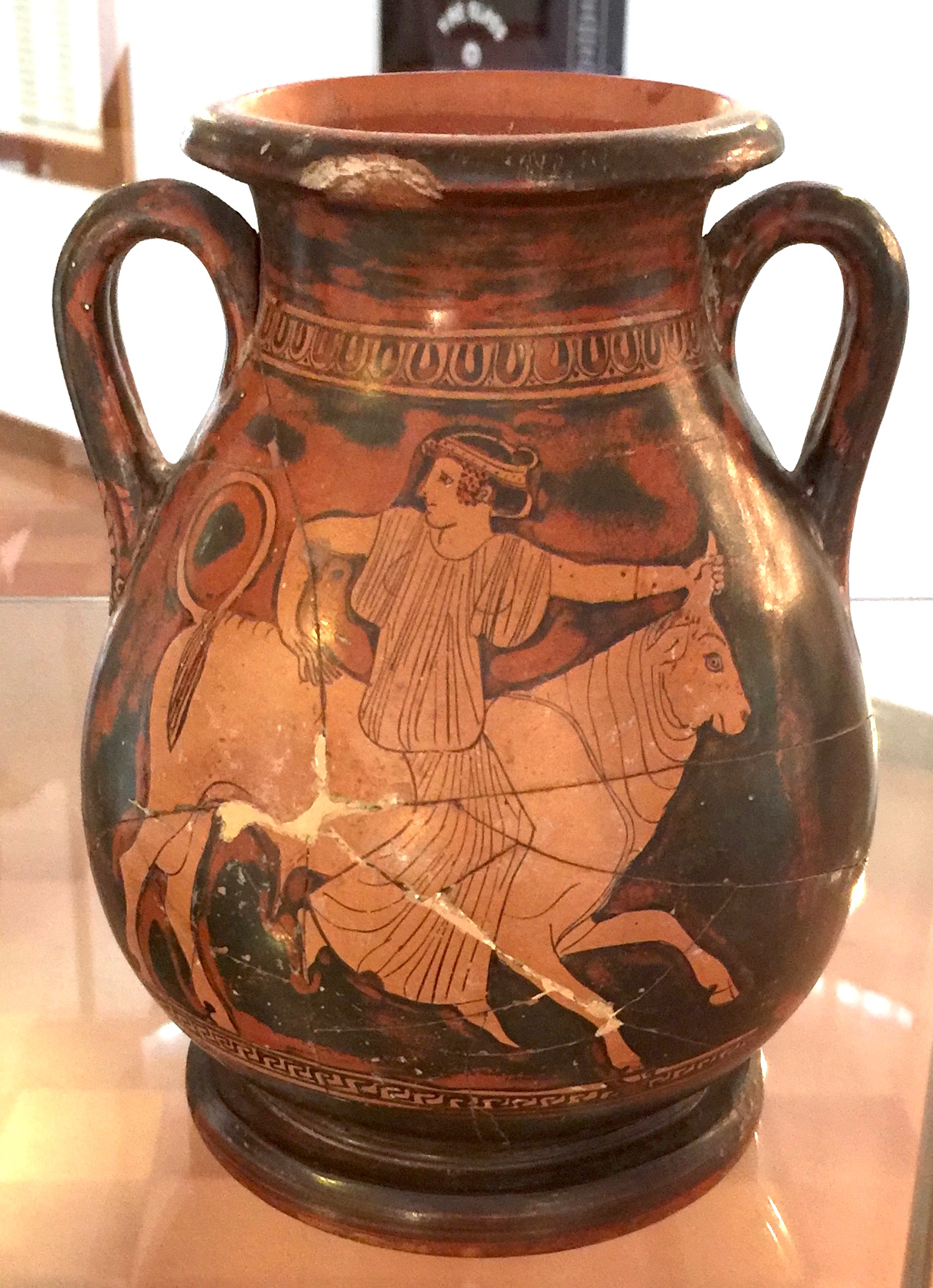
Enlèvement d'Europe. Vers -490.
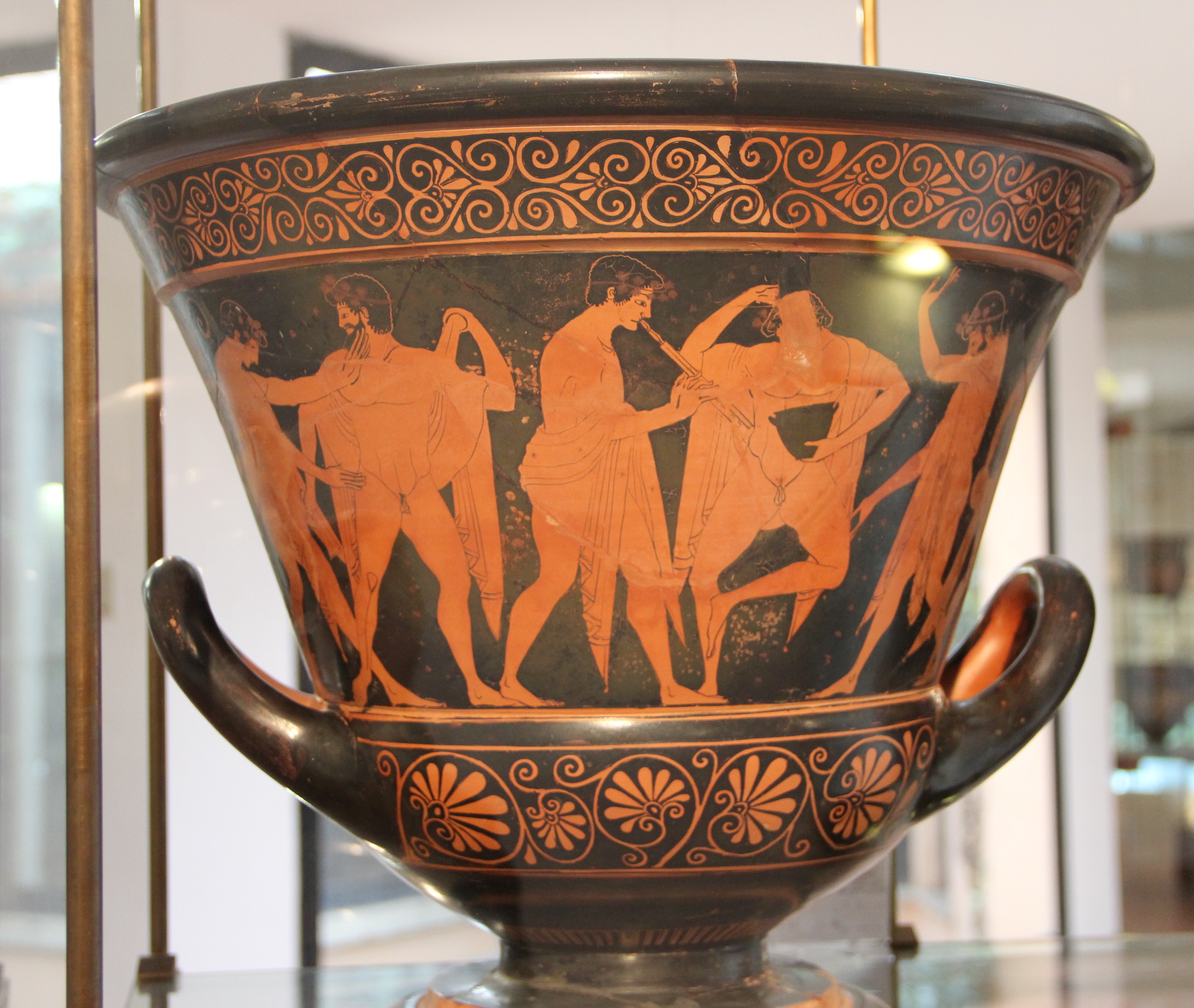
Scène de jeux funéraires Ve siècle av. J.-C.
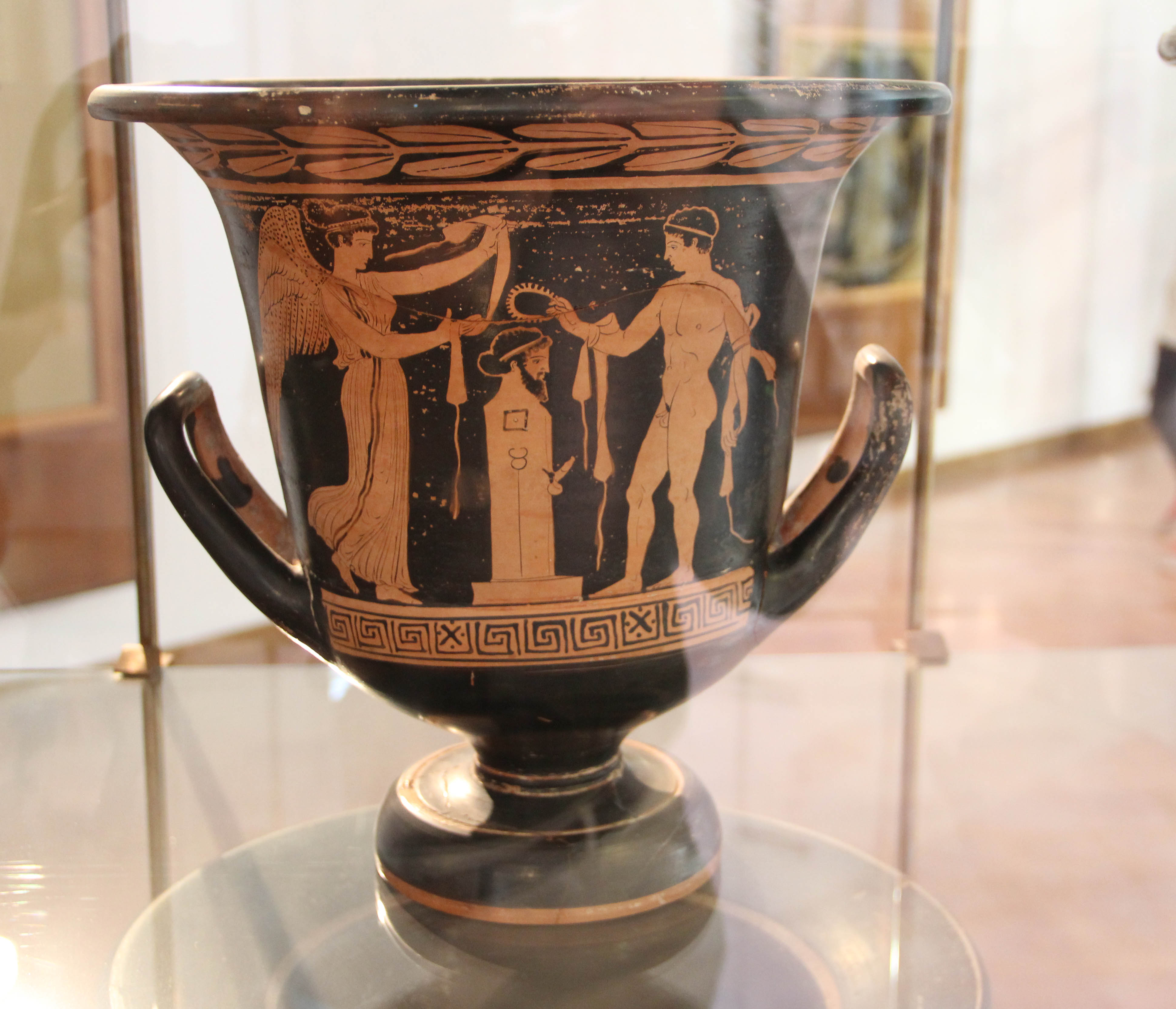
Nikè et un athlète couronnent un Hermès (sculpture) Ve siècle av. J.-C.
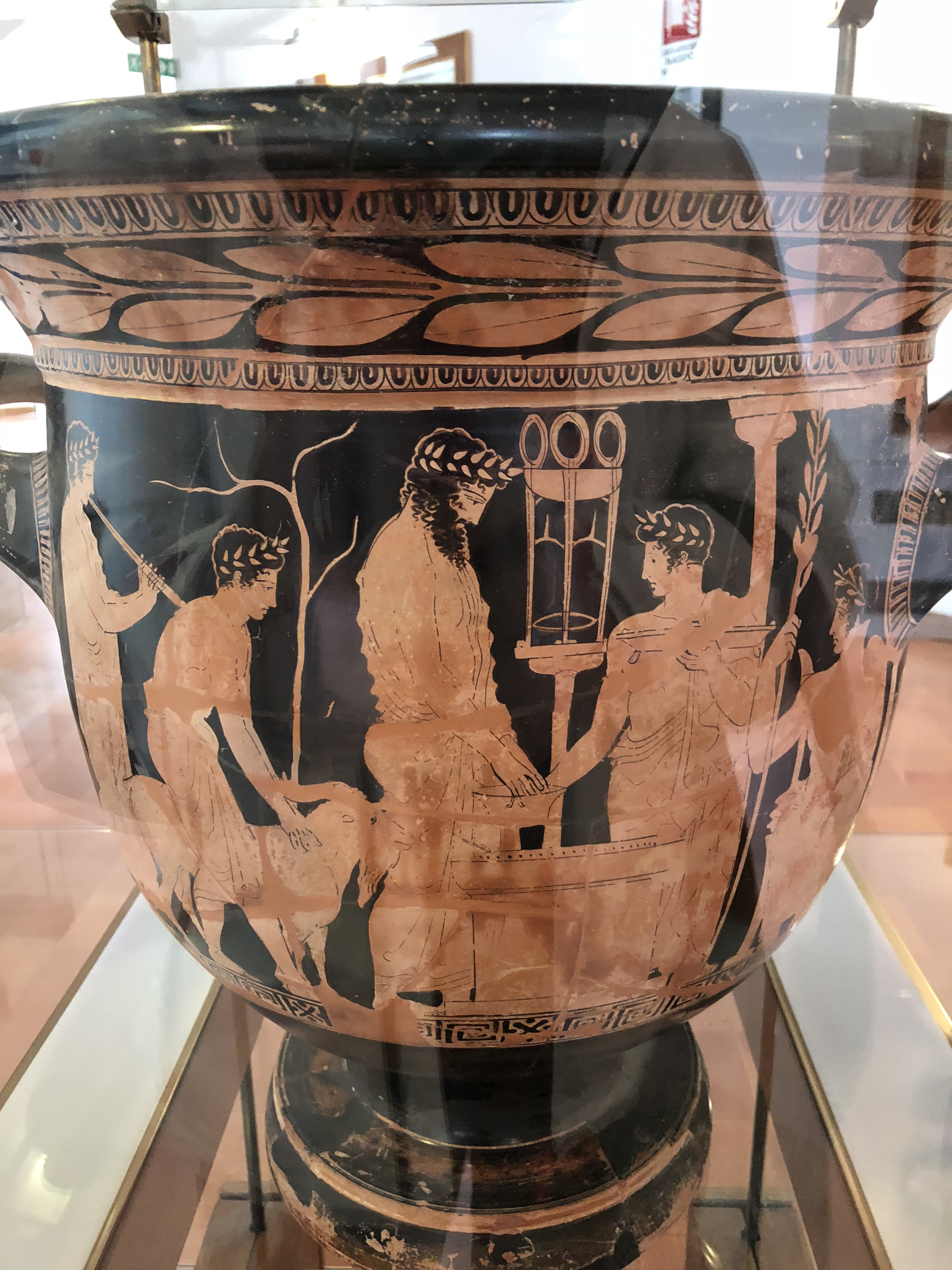
Sacrifice à Apollon par le Peintre de Cléophon (-450-400).

Salle XVI
Cette salle est dédiée au territoire d'Enna, notamment au site archéologique de Montagna di Marzo : l'exposition met en valeur les armes, casques et strigiles de la tombe d'un guerrier, avec quelques pots polychromes en pâte de verre et oenochoai trilobées.
Salle XVII
Dans la dernière salle de l'itinéraire du musée sont exposés les témoignages des sites de la province de Caltanissetta.

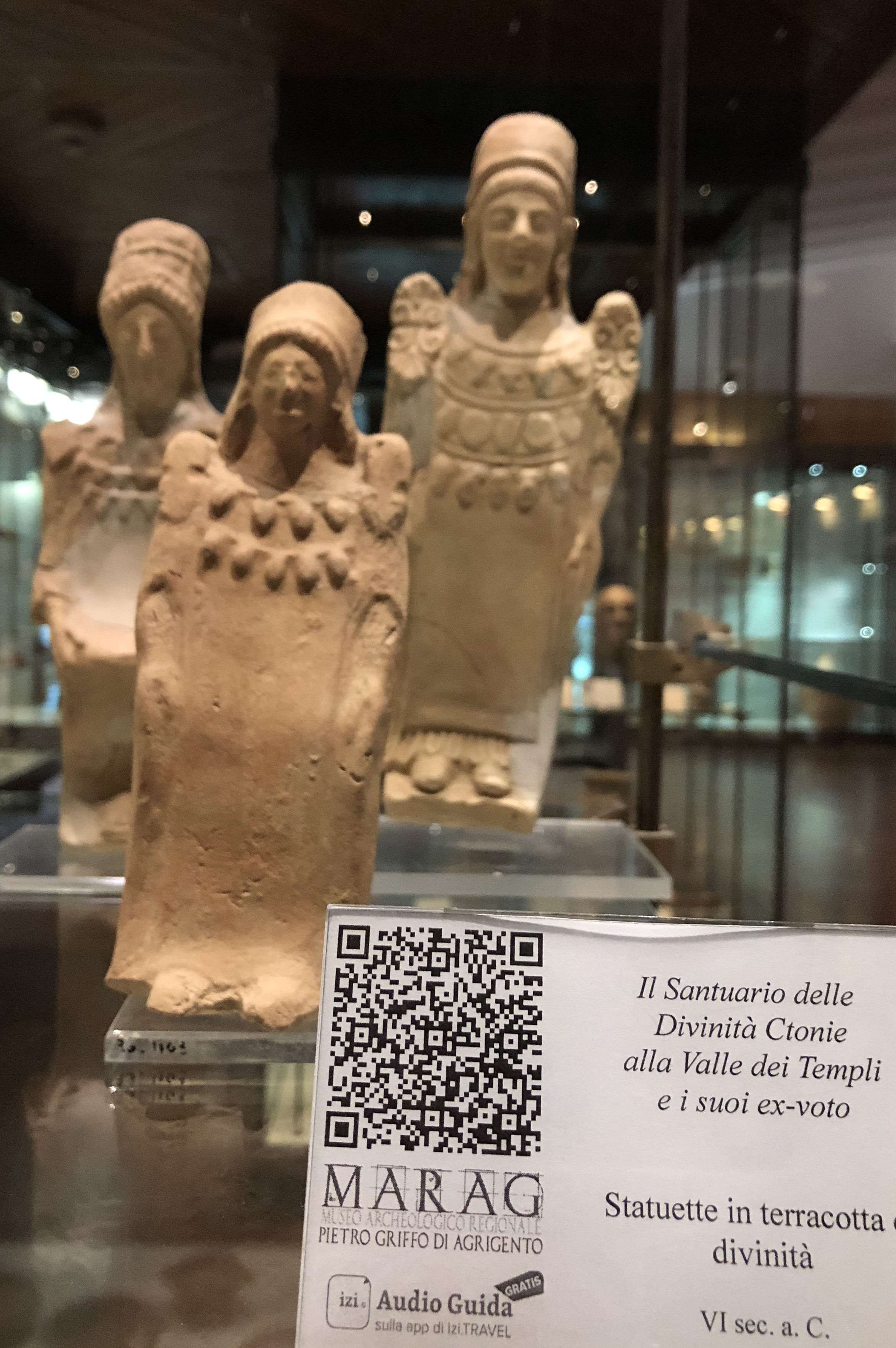
Statuettes de terre cuite de divinités chtoniennes. VIe siècle av. J.-C.
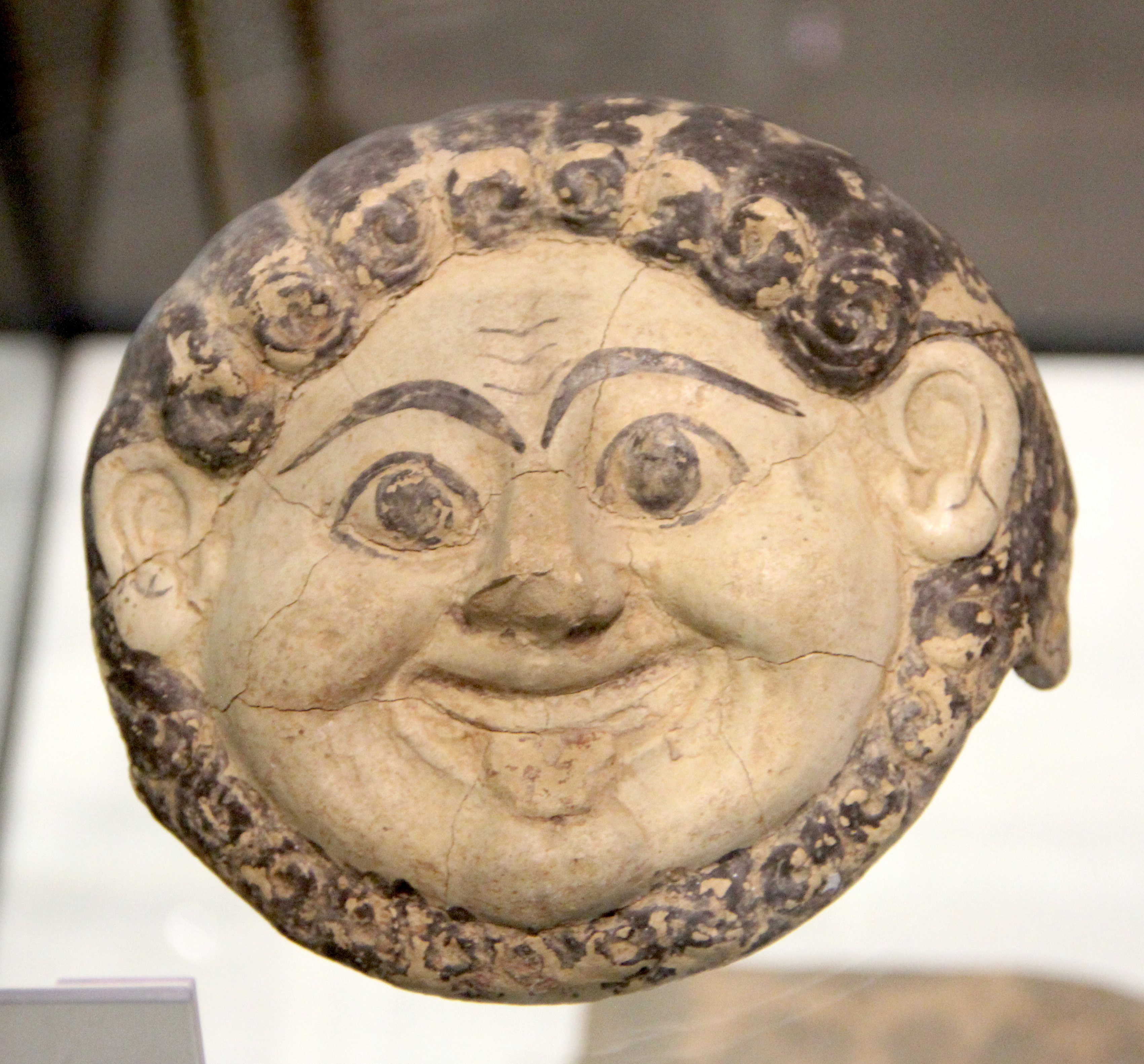
Gorgone. Fin du VIe siècle av. J.-C.
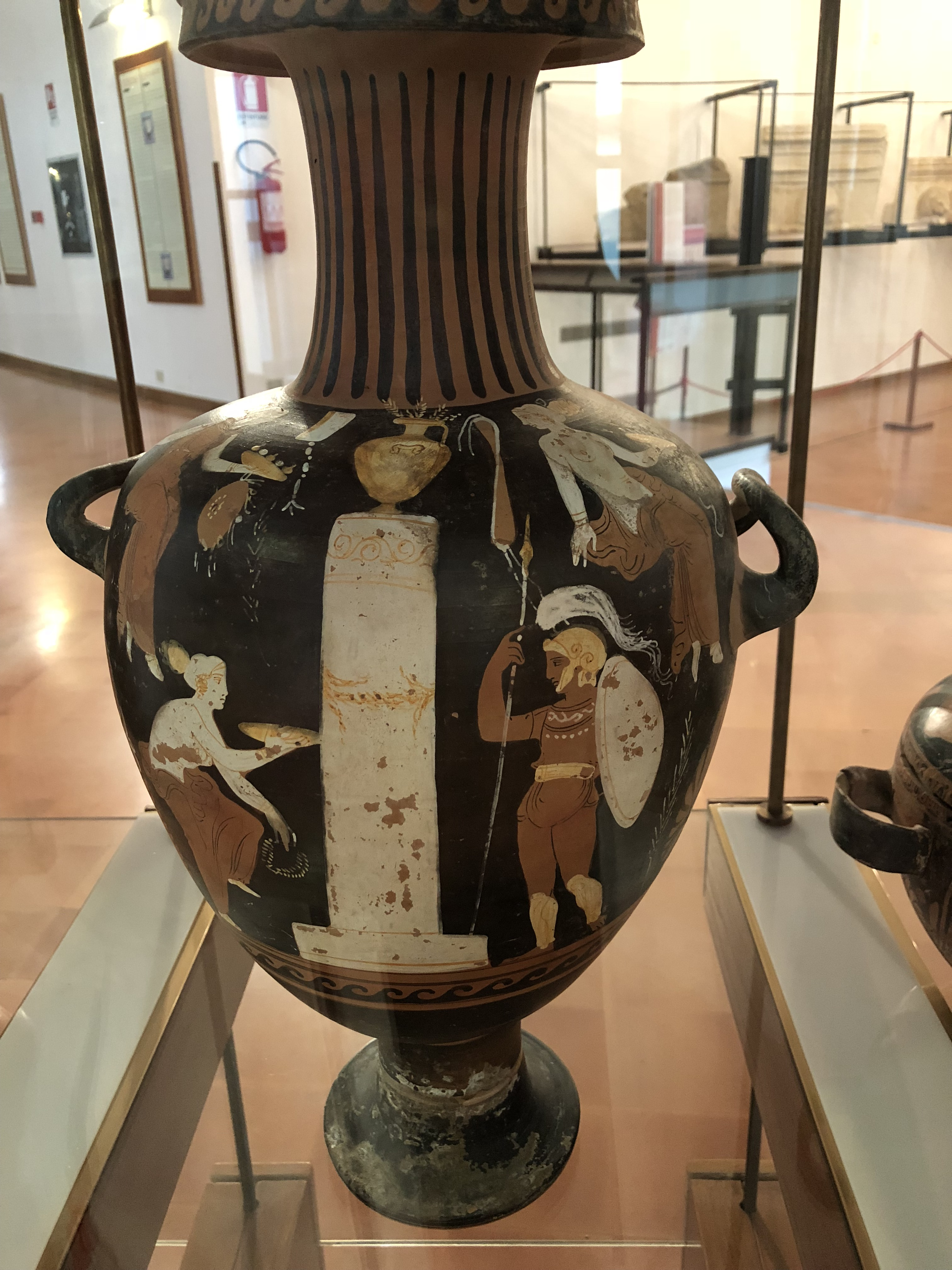
Vase à vernis noir provenant de Campanie, attribué au Groupe de Cumes. Vers -350/-325.
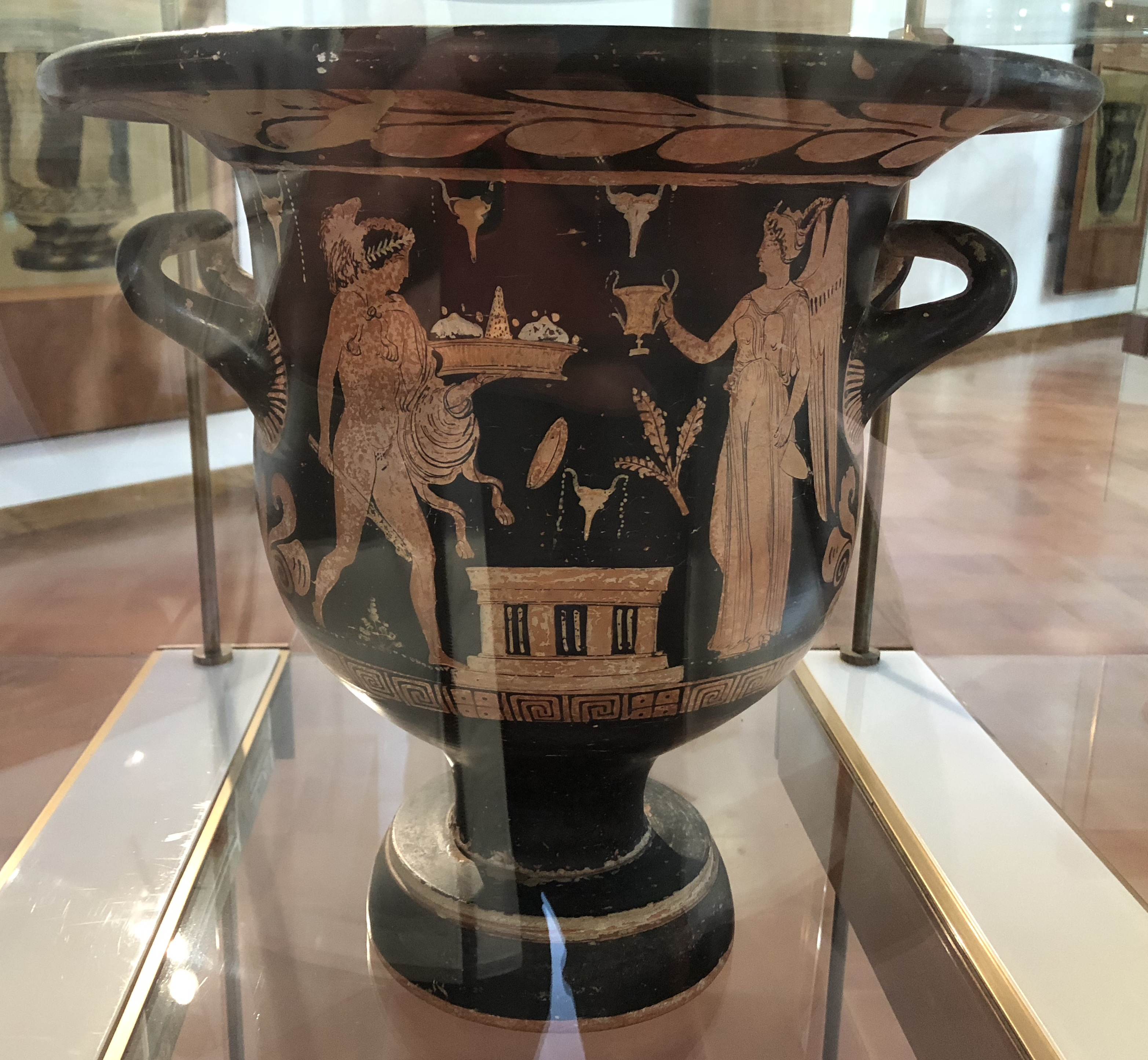
Héraclès et Nikè offrent un sacrifice sur un autel. Cratère apulien à figures rouges attribué au peintre Varrese. Vers -340.